# Everyway That I Can
Az Everyway That I Can (magyarul: Mindenféleképpen) című dal volt a 2003-as Eurovíziós Dalfesztivál győztes dala, melyet a török Sertab Erener adott elő angol nyelven.

## Az Eurovíziós Dalfesztivál
A dalt nemzeti döntő nélkül választották ki, Erenert a török tévé kérte fel a feladatra. Ez volt Törökország első angol nyelvű dala a versenyen, és e döntéssel sokan nem értettek egyet.
A dal gyors tempójú, és török népzenei elemeket is magán visel. Az előadás alatt Erener és táncosai hastáncot is bemutattak.
A május 24-én rendezett döntőben a fellépési sorrendben negyedikként adták elő, az ír Mickey Harte We've Got The World című dala után, és a máltai Lynn Chircop To Dream Again című dala előtt. A szavazás során százhatvanhét pontot szerzett, mely az első helyet érte a huszonhat fős mezőnyben. Ez volt Törökország első győzelme.
A következő török induló Athena For Real című dala volt a 2004-es Eurovíziós Dalfesztiválon.
A következő győztes az ukrán Ruslana Wild Dances című dala volt.

## Slágerlistás helyezések
| Slágerlisták (2003) | Lh.* |
| ------------------- | ---- |
| Ausztria            | 10   |
| Belgium Flandria    | 6    |
| Belgium Vallónia    | 30   |
| Egyesült Királyság  | 72   |
| Hollandia           | 4    |
| Németország         | 12   |
| Svájc               | 17   |
| Svédország          | 1    |

*Lh. = Legjobb helyezés.

## Külső hivatkozások
- Dalszöveg
- YouTube videó: Az Everyway That I Can című dal előadása a rigai döntőn